# Ipiaú Airport
Ipiaú Airport är en flygplats i Brasilien.   Den ligger i kommunen Ipiaú och delstaten Bahia, i den östra delen av landet, 900 km öster om huvudstaden Brasília. Ipiaú Airport ligger 148 meter över havet.
Terrängen runt Ipiaú Airport är varierad. Närmaste större samhälle är Ipiaú, 0,61 km väster om Ipiaú Airport.
Omgivningarna runt Ipiaú Airport är en mosaik av jordbruksmark och naturlig växtlighet. Runt Ipiaú Airport är det ganska tätbefolkat, med 54 invånare per kvadratkilometer.